# 시미즈 후미카 (작가)
시미즈 후미카(일본어: 清水 文化)는 소설가, 라이트 노벨 작가이다. N현의 고랭지 출신으로 가나카와 현에 주재 중에 있다.
과학적 지식을 많이 포함하고 있는 문장을 쓰는 개성으로 잘 알려져 있으며 고정 팬도 다수 보유하고 있다.
판타지 작품을 손대고 있지만 SF로 평가받는 경우도 많다. 집필 속도가 빠른 편에 속하기도 한다.

## 출간작
1996년에 《바른 태풍을 일으키는 방법》(후의 〈氣象精靈記 : 기상 정령기〉제 1화)에서 후지미 쇼보 주최 제 8회 판타지아 장편 소설 대상 특별상을 수상 받아 1997년, 이 작품으로 데뷔하게 된다.

그 후, 기상 정령기의 단편 시리즈 기상 정령 프라쿠테이카를 월간 드래곤 매거진을 통해 45화 연속 게재, 콘스탄트에 인기를 올린다.

현재는 후지미 쇼보와의 출판 계약을 맺어, HJ 문고, 슈퍼 댓슈 문고로 활동 중에 있다.

2006년 10월부터 HJ 문고에서 《くじびき勇者さま : 제비뽑기 용자님》 시리즈를 집필, 발매. (2009년 10월 11권 완결) 제비뽑기 용자님은 한국, 타이에서 번역 정발되었다.

2010년 2월부터 HJ 문고를 통해 《てすーぱー☆なちゅらる : 슈퍼☆내츄럴》를 출간 (2010년 10월 3권 완결)
2010년 2월부터 슈퍼 댓슈 문고를 통해 《どらごん・はんたぁシリーズ : 드래곤헌터 시리즈》를 출간 (2010년 12월 3권 완결)

2011년 11월부터 HJ 문고를 통해《守護霊さまシリーズ : 수호령님 시리즈》를 출간. (12년 4월 2권 출간.)

2012년 12월부터 슈퍼댓슈 문고를 통해 《ノブシ・ストライカーズ : 노부시 스트라이커즈》를 출간중.

2013년 3월부터 NMG문고를 통해 《紅ヴァンパ》를 출간.